# Ampedus elongatulus
Ampedus elongatulus es una especie de escarabajo del género Ampedus, familia Elateridae. Fue descrita científicamente por Fabricius en 1787.
Esta especie ha sido registrada en Francia. 